# Macrocera basilewskyi
Macrocera basilewskyi är en tvåvingeart som beskrevs av Vanschuytbroeck 1965. Macrocera basilewskyi ingår i släktet Macrocera och familjen platthornsmyggor.
Artens utbredningsområde är Tanzania. Inga underarter finns listade i Catalogue of Life.